# Àtila de carpó lluent
L'àtila de carpó lluent (Attila spadiceus) és un ocell de la família dels tirànids (Tyrannidae).

## Hàbitat i distribució
Habita boscos i clars de les terres baixes de Mèxic ds de l’extrem sud de Sonora, Sinaloa, oest de Durango i Nayarit, cap al sud a la llarga d’ambdues vessants, incloent la Península del Yucatán fins Panamà i des de l'oest, centre i est de Colòmbia, Veneçuela, Trinitat i Guaiana, cap al sud, per l'oest dels Andes, fins l'oest de l'Equador i, a través de l'est de l'Equador i est del Perú fins al nord i l'est de Bolívia i Brasil amazònic. Costa sud-est del Brasil.